# Leathermouth
Leathermouth (стилізовано LeATHERMØUTH) – американський хардкор-панк гурт, фронтменом якого був ритм-гітарист My Chemical Romance Френк Аїро. Гурт сформувався у 2007, а реліз їхнього першого альбому XØ відбувся у січні 2009.

## Історія
Аїро послухав демо-версії пісень гурту, зацікавився та спочатку хотів, аби вони підписали контракт з його власним незалежним лейблом Skeleton Crew. Пізніше виявилося, що фронтмен гурту ніяк не міг написати тексти до пісень, тому Аїро приєднався до них.  [Архівовано 29 травня 2016 у Wayback Machine.] Френк використовував тексти як засіб висловлення власних думок щодо політики та соціуму, як засіб впоратися із тривогою та депресією, які він пережив протягом життя (деякі тексти він написав ще до того, як гурт сформувався). Leathermouth став першим проектом, де він є фронтменом, після Pencey Prep. Перші шоу відбулися влітку 2008 року, також гурт брав участь у прощальному турі Reggie and the Full Effect. Аїро сподівався виступати з Leathermouth у перервах роботи з MyChem.
У жовтні 2008 Leathermouth підписали контракт із Epitaph Records. Робити реліз альбому самотужки виявилося для Аїро складним випробуванням, ураховуючи його участь в MyChem та обов'язки перед іншими гуртами його лейблу. Президент Epitaph Records Бретт Гуревітц був вражений «напруженістю та стилем написання пісень» гурту. Реліз XØ відбувся 27 січня 2009. Незважаючи на те, що альбом не потрапив до Billboard 200, він зайняв 21 місце у Top Heatseekers.  [Архівовано 28 вересня 2015 у Wayback Machine.]
У 2012 Аїро заявив, що багато членів гурту вирішили покинути Leathermouth. Сам він хотів би продовжити життя проекту, проте дуже малоімовірно, що це станеться. «Щось усередині мене буде ненавидіти те, що я не займаюся цим проектом. <…> Я дійсно хотів би, щоб гурт жив довше, проте Ісус мав інші плани.»  [Архівовано 4 травня 2016 у Wayback Machine.]
19 травня 2013 Leathermouth дали концерт на Skate and Surf Festival в Нью Джерсі  [Архівовано 5 серпня 2016 у Wayback Machine.] та з того часу повністю припинили активність.

## Склад
- Ендрю Ескобар – бас-гітара, бек-вокал (2007)
- Вінсент Авереллі – ритм-гітара (2007)
- Стів Ойола – барабани, перкусія (2007)
- Френк Аїро – вокал (2007-2010, 2013)
- Роб Х'юз – гітара, бек-вокал (2007-2010, 2013)
- Джон МакГуайр – бас-гітара, бек-вокал (2008-2010, 2013)
- Джеймс Дьюїс – барабани, перкусія (2008-2010, 2013)
- Ед Аулетта – ритм-гітара (2008-2010, 2013)

## Дискографія
- XØ (2009)